# Vatica cauliflora
Vatica cauliflora là một loài thực vật thuộc họ Dipterocarpaceae. Đây là loài đặc hữu của Indonesia.